# Hassan ibn Ammar al-Kalbi
Hassan ibn Ammar al-Kalbi (arabisch الحسن بن عمار الكلبي, DMG al-Ḥasan ibn ʿAmmār al-Kalbī) war ein Angehöriger des arabischen Stammes der Kalb (Banū Kalb) und ein Akteur bei der Eroberung Siziliens durch die Muslime.
Hassan war der Sohn von Ammar ibn Ali al-Kalbi und damit ein Neffe von Hassan ibn Ali al-Kalbi († 964), welcher im Jahr 948 als Statthalter des Fatimiden-Kalifats die Herrschaft seines Clans auf Sizilien begründete. Der Vater war während des Krieges gegen Byzanz als Befehlshaber einer Flotte am 24. September 958 in einem Sturm untergegangen.
An der Seite seines Vetters Ahmad kämpfend, war Hassan am 25. Dezember 962 an der Eroberung von Taormina beteiligt. Am 24. August 963 nahm er die Belagerung von Rometta auf, der letzten byzantinischen Bastion auf Sizilien, die sich über ein Jahr hinzog. Am 25. Oktober 964 schlug er das byzantinische Entsatzheer und erst im Mai 965 konnte Rometta im Sturm nehmen, womit die muslimische Eroberung Siziliens vollendet wurde. Darüber hinaus liegen über Hassan ibn Ammar keine weiteren Nachrichten vor.

## Bemerkung zur Identität
Hassan ibn Ammar al-Kalbi wird häufig als identisch mit dem fast zeitgleich lebenden Hassan ibn Ammar al-Kutami († 1000) identifiziert, einem Heerführer der Kutāma und Kurzzeitregenten des Fatimiden-Kalifats. Als Kutama war dieser allerdings von berberischer Abstammung.